# Tajwan (wyspa)
Tajwan (chiń. upr. 台湾; chiń. trad. 臺灣 lub 台灣; pinyin Táiwān; pe̍h-ōe-jī Tâi-oân; hist. Formoza) – wyspa na Oceanie Spokojnym, otoczona przez morza – Filipińskie na wschodzie, Południowochińskie na południowym zachodzie oraz Wschodniochińskie na północy, na zachodzie oddzielona od Chin kontynentalnych Cieśniną Tajwańską. Jest wyspą w większości wyżynną, obrzeża Tajwanu są nizinne.
Nazwa „Formoza” pochodzi z języka portugalskiego. Mianem Ilha Formosa („piękna wyspa”) określili w XVI w. Tajwan portugalscy żeglarze, pływający wzdłuż jej wybrzeży.
Obecnie wyspa znajduje się pod kontrolą nieuznawanej na arenie międzynarodowej Republiki Chińskiej (zwyczajowo zwanej Tajwanem). Natomiast Chińska Republika Ludowa uznaje wyspę za integralną część własnego terytorium jako prowincję Tajwan.

## Cechy geograficzne
Wyspa Tajwan ma powierzchnię 35 801 km². W najdłuższym miejscu wyspa ma długość 377 km, a szerokość w najszerszym miejscu dochodzi do 142 km.
Na północy wyspy panuje klimat podzwrotnikowy, w centrum i na południu wyraźne są wpływy klimatu zwrotnikowego. Zimą wieje silny monsun z północnego wschodu, latem silny monsun z południowego zachodu, który przynosi ze sobą silne opady.
Zachód wyspy tworzy nizina, która wznosi się w kierunku wschodnim, aż po góry w centralnej części wyspy. Góry tworzy ponad dwieście szczytów o wysokości ponad 3000 m n.p.m. Najwyższym punktem Tajwanu jest góra Yu Shan (3952 m) w paśmie Yushan Shanmai. Na wschodnim wybrzeżu znajduje się kilka kolejnych, mniejszych pasm górskich.

## Historia
Do XVII wieku wyspa znajdowała się pod kontrolą lokalnych władców. Wówczas to wyspę skolonizowali Europejczycy – kolonia holenderska zarządzana przez Holenderską Kompanię Wschodnioindyjską funkcjonowała w latach 1624–1662, a kolonia hiszpańska w latach 1626–1642. Wyspa przeszła następnie pod władanie cesarstwa chińskiego (dynastii Qing).
W 1895 roku, w następstwie wojny chińsko-japońskiej kontrolę nad wyspą przejęła Japonia. W 1945 roku, po zakończeniu drugiej wojny chińsko-japońskiej wyspa powróciła pod zwierzchnictwo Chin (wówczas Republiki Chińskiej). W 1949 roku rząd republiki, po serii porażek w konflikcie z siłami komunistycznymi (chińska wojna domowa) został ewakuowany na wyspę. Republika Chińska, współcześnie zwyczajowo zwana Tajwanem, sprawuje kontrolę nad wyspą do dziś; z czasem państwo utraciło uznanie międzynarodowe na rzecz Chińskiej Republiki Ludowej.